# Перовський Василь Олексійович
Перовський Василь Олексійович (*9 (20) лютого 1795 — †8 (20) грудня 1857) — російський військовий діяч, генерал-ад'ютант (1833), генерал від інфантерії (1843), граф (з 1855 року).

## Життєпис
Нешлюбний син Олексія Розумовського, брат О. О. Перовского (Антонія Погорельського) і міністра внутрішніх справ графа Л. О. Перовського. Закінчив Московський університет. У 1818-1822 роках — ад'ютант великого князя Миколи Павловича (згодом Микола І). Протягом 1832-1842 років Перовський — оренбурзький генерал-губернатор і командир Окремого Оренбурзького корпусу. В 1839-1840 роках командував невдалим походом російських військ проти Хіви. 
У 1851-1857 роках генерал-губернатор оренбурзький і самарський. В 1853-1857 роках заснував ряд укріплень на Сирдар'ї та організував Аральську воєнну флотилію. Недоброзичливо ставився до засланого Тараса Шевченка, якого поет охарактеризував у «Щоденнику», як «бездушного сатрапа і наперсника царя».